# Саипов, Ашур
Ашур Саипов (род. 30 января 1924 года, Ташкент, Узбекская ССР) — мастер Ташкентского завода электронной техники В. И. Ленина Министерства электронной промышленности СССР, Узбекская ССР. Герой Социалистического Труда (1966).

## Биография
Родился в 1924 году в крестьянской семье в Ташкенте. В 1940 году окончил среднюю школу. В 1941 году поступил в Ташкентский педагогический институт, но из-за семейных обстоятельств был вынужден оставить учёбу. С 1943 года работал на эвакуированном в Ташкент из Фрязино заводе № 191 Наркомата электронной промышленности СССР (позднее — Ташкентский завод электронной промышленности имени В. И. Ленина), который производил радиолампы. Трудился учеником, выдувальщиком, оператором, инструктором. В последующем был назначен мастером цеха № 13.
Участвовал в освоении и установке колбовыдувных автоматов, первого на заводе автомата вертикальной вытяжки трубочного стекла, других новых станков и автоматов, производящих различные электронные приборы для оборонной промышленности. Производственный участок, которым руководил Ашур Саипов, досрочно выполнил коллективное социалистическое обязательство и производственный план Семилетки (1959—1966). Указом Президиума Верховного Совета СССР («закрытым») от 29 июля 1966 года удостоен звания Героя Социалистического Труда за «выдающиеся заслуги в выполнении плана 1959—1966 годов и создание новой техники» с вручением ордена Ленина и золотой медали «Серп и Молот» (№ 14571).
С 1970 года член КПСС. С 1978 года — мастер производственного объединения «Фотон».
После выхода на пенсию проживал в Ташкенте. С 1988 года — персональный пенсионер союзного значения.
Дальнейшая судьба не известна.